# Pontelatone
Pontelatone est une commune italienne de la province de Caserte dans la région Campanie en Italie.

## Administration
| Période                                  | Période | Identité | Étiquette | Qualité |
| ---------------------------------------- | ------- | -------- | --------- | ------- |
|                                          |         |          |           |         |
| Les données manquantes sont à compléter. |         |          |           |         |

### Communes limitrophes
Bellona, Camigliano, Capoue, Castel di Sasso, Formicola, Liberi, Roccaromana

## Monuments et lieux d'intérêt
Près du hameau de Treglia se trouve le site archéologique de Trebula Balliensis.